# Stringimi forte
Stringimi forte (Serre-moi fort) è un film del 2021 diretto da Mathieu Amalric.
Il soggetto è tratto dalla pièce teatrale del 2003 Je reviens de loin di Claudine Galéa e riguarda le difficoltà di una giovane madre e moglie di fronte agli imprevisti della vita.
La pellicola è stata presentata in concorso al Festival di Cannes 2021.

## Trama
Clarisse, nottetempo, lasciati i due piccoli figli Lucie e Paul e il marito Marc, va via in auto dalla sua casa per una meta non meglio precisata, in cerca di serenità e forse di una sua nuova collocazione nel mondo. In realtà pensa continuamente ai suoi che poi, nel tempo, paiono farsi una ragione della sua assenza, sia pure sentendone la mancanza.
Si scopre poi che Clarisse, che non trova né serenità né una nuova vita lontana da casa, tornando nella stessa non trova nessuno. A differenza di quanto lasciato immaginare inizialmente, Clarisse, quando aveva abbandonato casa, era già priva dei suoi familiari. Tutti e tre erano scomparsi travolti da una valanga in una località montana dei Pirenei spagnoli nella quale si erano recati poche settimane prima in vacanza.
Clarisse prova ad uscire dal lutto e dal dolore ma fatica terribilmente. Segue morbosamente una bambina, che come la sua Lucie suona il piano e frequenta l'istituto musicale, quindi cerca tenerezza in uomini che le ricordano il marito e, continuamente, immagina la vita dei propri figli, come sarebbe potuta essere e non sarà mai.
A primavera, con lo scioglimento delle nevi, Clarisse torna sul luogo della tragedia dove, come previsto, riemergono i corpi dei suoi familiari. Il ritrovamento dei corpi permette di farle sfogare il proprio dolore e, forse, prepararsi meglio ad affrontare il domani.

## Produzione
Per volontà dello stesso regista Amalric, il film è stato girato seguendo la stagionalità delle ambientazioni, per una migliore rappresentazione della storia e per una più naturale evoluzione anche dei sentimenti interpretati dalla protagonista.

## Riconoscimenti
- 2017 - Premio César
  - Candidatura a migliore attrice a Vicky Krieps
  - Candidatura a Premio César per il miglior adattamento a Mathieu Amalric
- 2022 - Premio Magritte
  - Candidatura a migliore attore a Arieh Worthalter